# Distrito de Jamtara
Jamtara (en hindi; जामताड़ा जिला) es un distrito de la India en el estado de Jharkhand. Código ISO: IN.JK.JA.
Comprende una superficie de 1 802 km².
El centro administrativo es la ciudad de Jamtara.

## Demografía
Según censo 2011 contaba con una población total de 790 207 habitantes, de los cuales 386 757 eran mujeres y 403 450 varones.